# 卡爾·馬克特
卡爾·馬克特（1980年3月8日—）是一名奧地利單車運動員，他曾代表國家參加2012年倫敦奧運的單車越野賽，結果取得第20名，並未獲得獎牌。